# Задубравье (Брянская область)
Задубравье — деревня в Жуковском районе Брянской области, в составе Шамординского сельского поселения. 
 Расположена в 4 км к западу от села Дятьковичи. Население — 395 человек (2010).
В последние годы, молодежь начала переезжать в близлежащие города. Основным населением сейчас являются пенсионеры. Повысилась смертность
Имеется отделение почтовой связи, библиотека.

## История
Возникла в начале XX века (первоначально — посёлок). До 1941 года входила в Леденевский сельсовет, в 1941—2005 гг. — в Дятьковичский сельсовет.
| Годы      | 1926 | 1979 | 1989 | 2002 | 2010 |
| --------- | ---- | ---- | ---- | ---- | ---- |
| Население | 256  | 79   | 159  | 414  | 395  |